# IC 3208
IC 3208 ist eine irreguläre Zwerggalaxie vom Hubble-Typ Im? im Sternbild Jungfrau auf der Ekliptik. Sie ist schätzungsweise 84 Millionen Lichtjahre von der Milchstraße entfernt und hat einen Durchmesser von etwa 2.000 Lichtjahren. Unter der Katalognummer VCC 512 wird sie als Mitglied des Virgo-Galaxienhaufens gelistet.
Im gleichen Himmelsareal befinden sich u. a. die Galaxien NGC 4313, IC 3196, IC 3209, IC 3224.
Das Objekt wurde am 7. Mai 1904 von Royal Harwood Frost  entdeckt.